# 長野県道76号長野戸隠線
長野県道76号長野戸隠線（ながのけんどう76ごう ながのとがくしせん）は、長野県長野市茂菅の国道406号交点と同市戸隠の長野県道36号信濃信州新線交点を結ぶ主要地方道。

## 概要

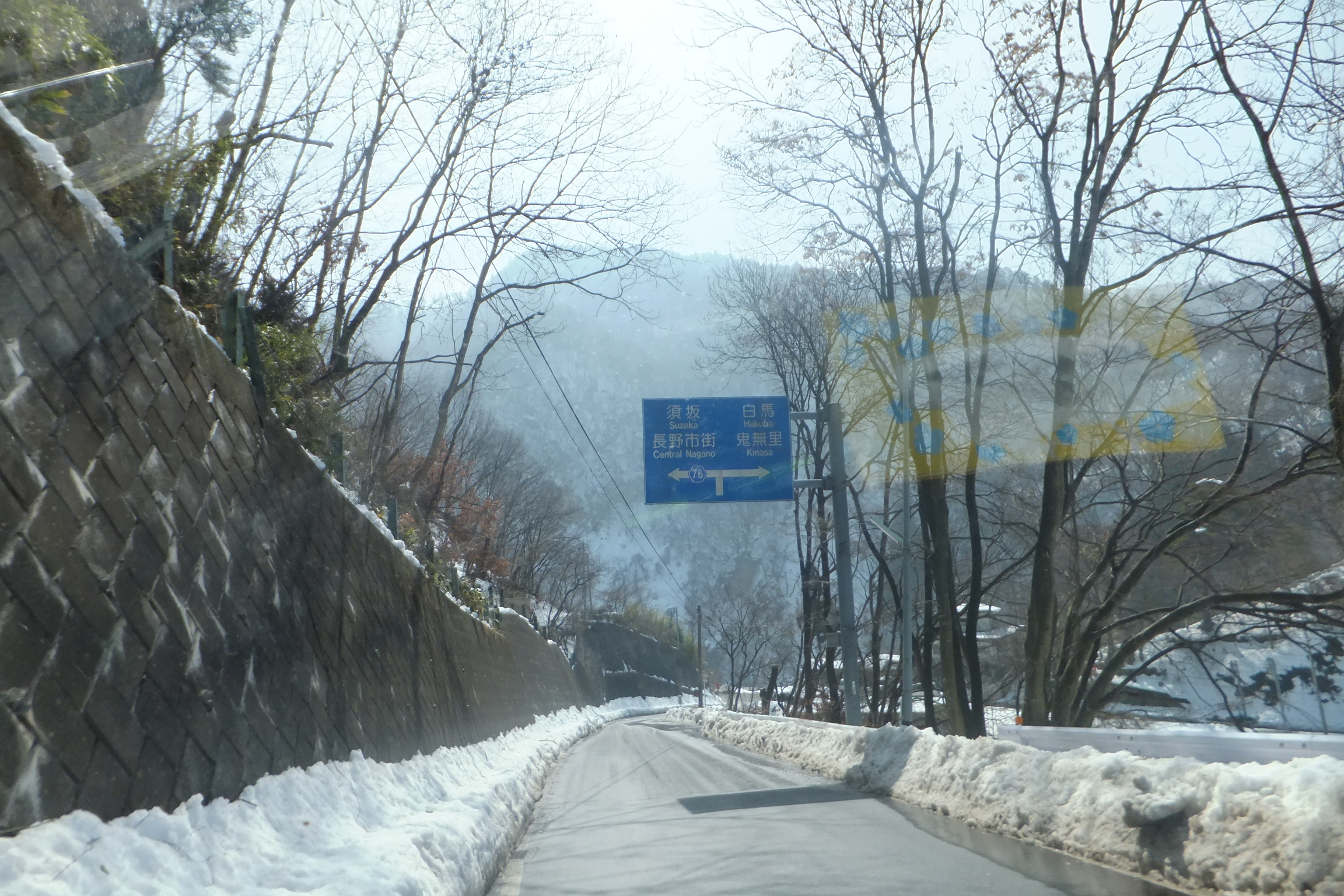
起点付近
長野市茂菅で撮影

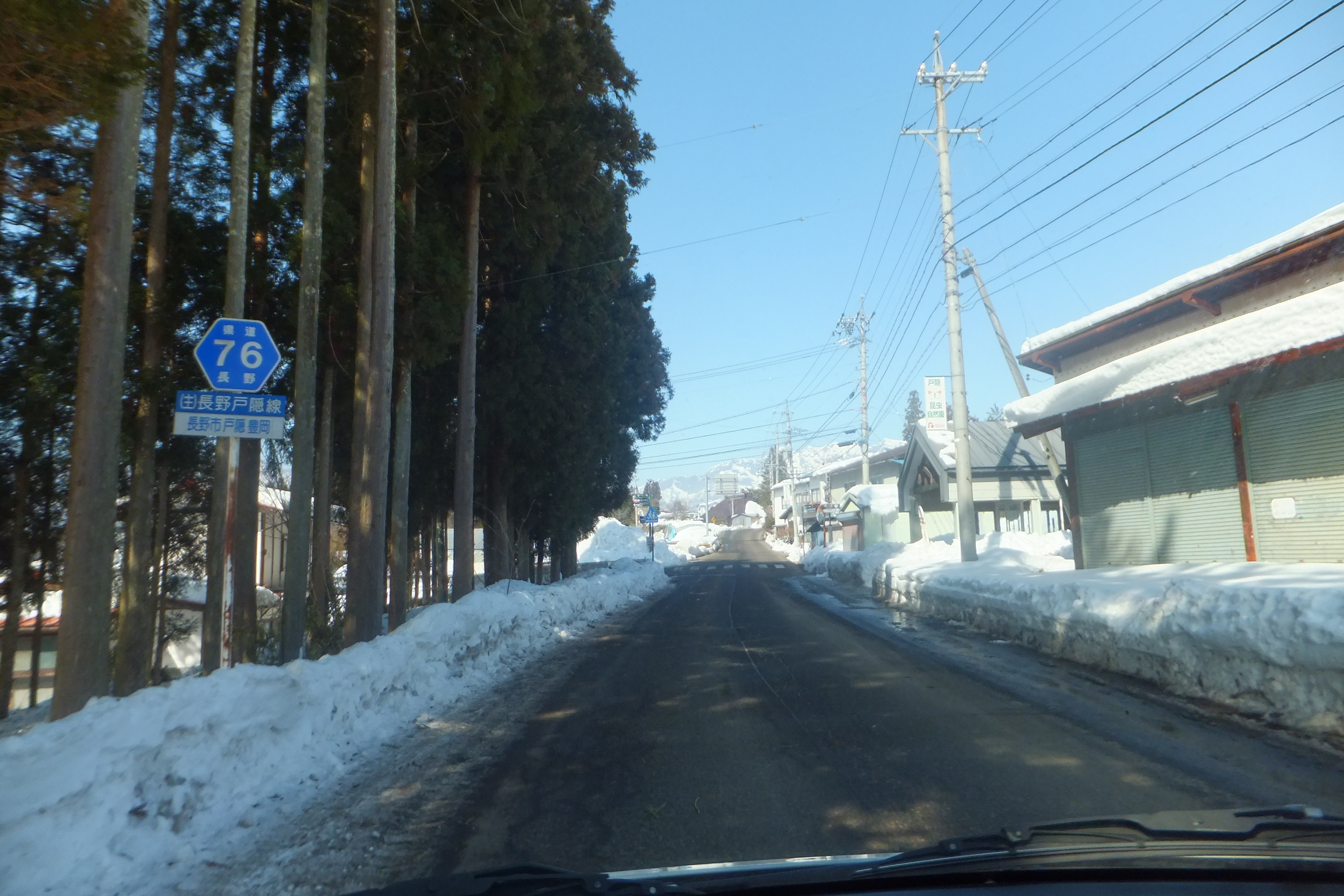
本道の標識
長野市戸隠豊岡で撮影

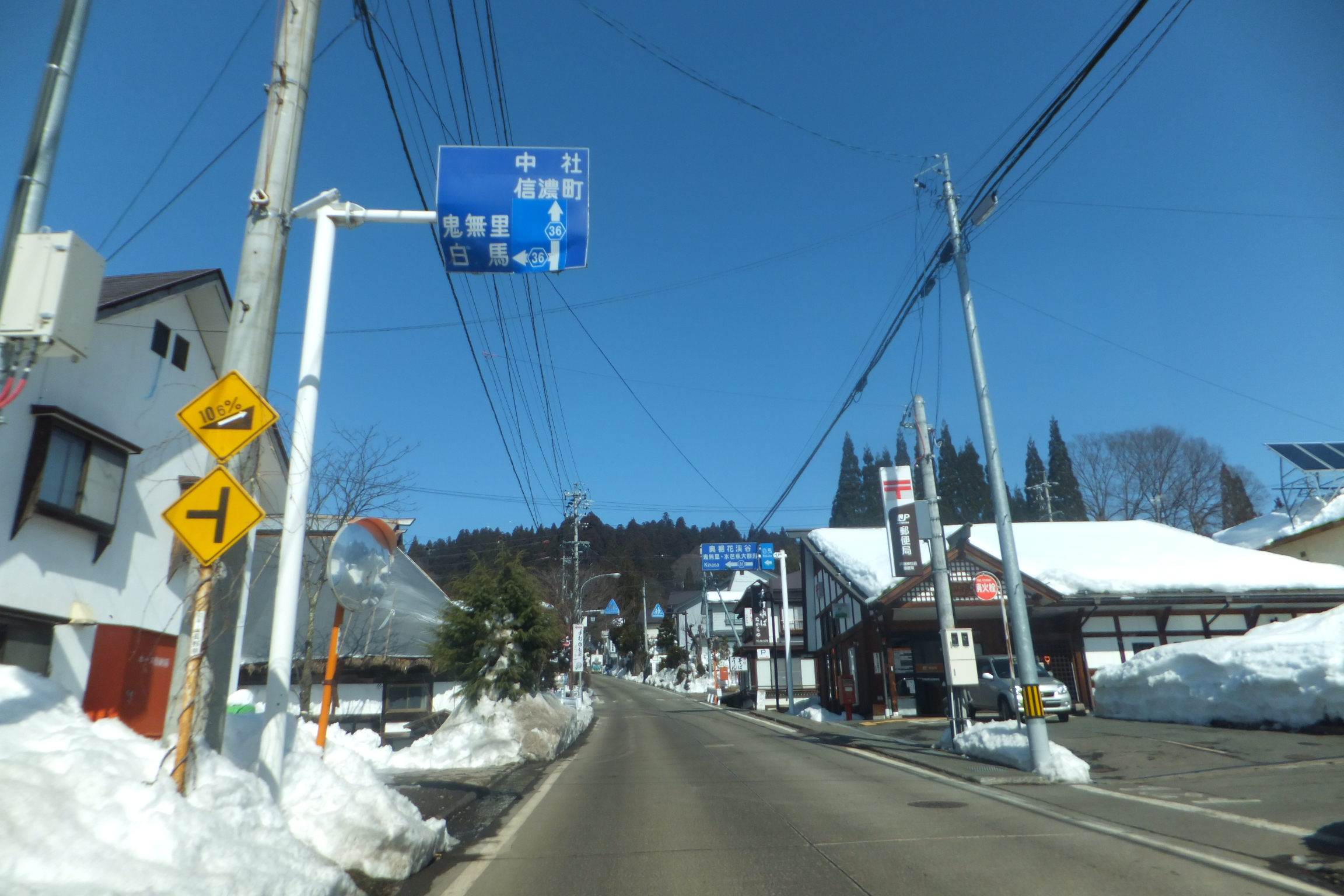
終点付近
長野市戸隠で撮影

戸隠バードライン・浅川ループラインなどと並んで長野市街地と戸隠高原を結ぶ路線であるが、ほとんどの区間が狭隘で急カーブが連続するため、観光のメインルートからは外れている。このような険しい道であるが、川中島バスがノンステップの大型車により73 県道戸隠線を運行して沿線住民の生活の足を確保している。

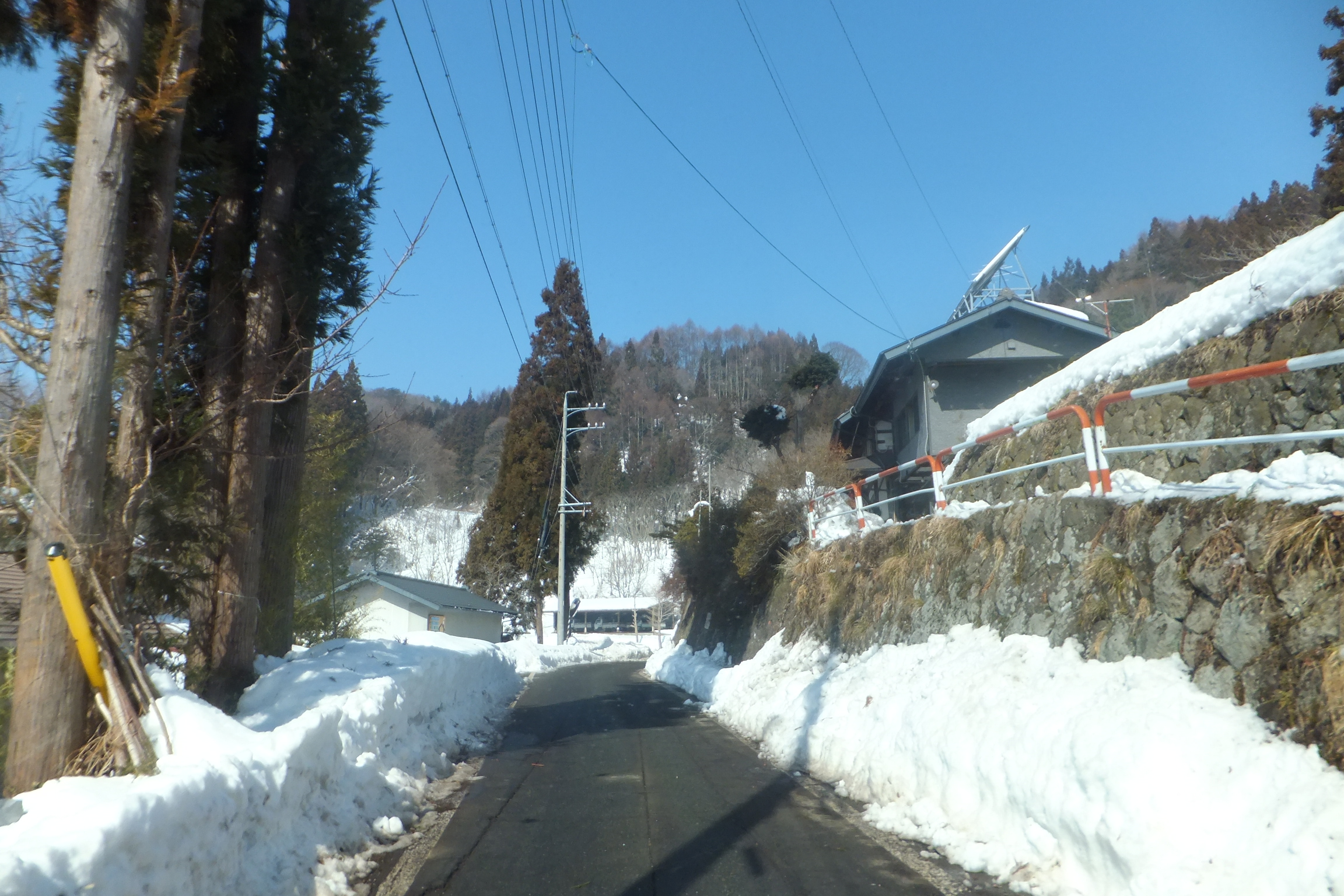
狭益区間 長野市広瀬で撮影

### 路線データ
- 起点：長野県長野市茂菅（頼朝山トンネル東交差点＝国道406号交点）
- 終点：長野県長野市戸隠（長野県道36号信濃信州新線交点）

## 沿革
- 1959年（昭和34年）8月1日：長野戸隠線の認定。
- 1993年（平成5年）5月11日：長野戸隠線を主要地方道へ指定[1]。

## 接続路線
- 頼朝山トンネル東交差点（長野市茂菅＝起点）
  - 国道406号（百瀬茂菅バイパス）
- （長野市桜付近）
  - 長野県道453号飯綱高原芋井線
- （長野市入山付近）
  - 長野県道406号入山小市線
- （長野市戸隠豊岡付近）
  - 長野県道404号栃原北郷信濃線
- （長野市戸隠豊岡付近）
  - 長野県道86号戸隠篠ノ井線
- （長野市戸隠付近）
  - 長野県道506号戸隠高原浅川線（戸隠バードライン）
- （長野市戸隠宝光社付近＝終点）
  - 長野県道36号信濃信州新線

## 沿道
- 裾花川
- 素桜神社
  - 素桜神社の神代ザクラ
- 戸隠昆虫自然園
- 戸隠自然保護官事務所
- 長野県長野吉田高等学校戸隠分校
- 戸隠神社宝光社